# Sompoan Yuvakok
Sompoan Yuvakok (khmer för Kommunistiska ungdomsalliansen) var en ungdomsorganisation inom Kambodjas kommunistiska parti. Organisationen hette från början Demokratiska ungdomsalliansen. De gav ut organet Tung Krahom. 